# Марк Клавдий Фронтон
Марк Клавдий Фронтон (на латински: Marcus Claudius Fronto; † 170 г.) е сенатор и военен на Римската империя през 2 век.
Произлиза от фамилята Клавдии, клон Фронтон от Азия. По времето на император Антонин Пий той е квестор, едил и претор. При император Луций Вер до 165 г. Фронтон е командир на римска преторска войска в партската му война (161 – 166). Още същата година той получава задачата заедно с други сенатори да състави легионите Legio II Italica и Legio III Italica в Италия. На 22 октомври 166 г. по време на триумфа за победата над партите той получава dona militaria. Следващата година е curator operum locorumque publicorum, отговорен за общественото строителство в Рим. Около 166 г. е суфектконсул.
По време на Маркоманските войни той придружава през 168 г. Луций Вер като comes на Дунава и става управител на римската провинция Горна Мизия. Същата година получава и главното командване на войските на Dacia Apulensis.
През 169 г., след смъртта на Луций Вер, той предава управлението на Горна Мизия и поема главното комадване на цялата римска провинция Дакия.
Същата година или 170 г. той е главнокомандващ на обединените войски на Дакия и Горна Мизия.
През 170 г. той пада убит в битка против германите и язигите. Получава статуя на Форума на Траян.